# Bruno Gmünder Verlag
Bruno Gmünder Verlag (z niem. Wydawnictwo Brunona Gmuendera) – niemieckie wydawnictwo książkowe z siedzibą w Berlinie.
Powstało w 1981 roku z inicjatywy Brunona Gmündera i Christiana von Maltzahna. Obecnie w wydawnictwie publikowane są książki, albumy, informatory i czasopisma przeznaczone dla gejów. Obok wydawnictw albumowych o charakterze erotycznym publikowane są tam pozycje o charakterze politycznym oraz literatura piękna.
W 1987 r. wydawnictwo dokonało ekspansji na rynek międzynarodowy i zaczęło wydawać w innych językach niż język niemiecki. Wydawnictwo publikuje prace całej międzynarodowej czołówki fotografików i filmowców obecnych na światowym rynku erotycznym, takich jak Howard Roffman, Michael Taubenheim, Tom Bianchi, Steven Underhill, David Vance, Fred Goudon, Ohm Phanphiroj, Jeff Palmer, Kobi Israel, Jay Diers, Joe Oppedisano, Jay Jorgensen, Ray Dragon, Sam Carson oraz takich filmowców jak Chi Chi LaRue i Kristen Bjorn. Ściśle współpracuje ze słowackim producentem wydawnictw erotycznych Bel Ami.
Marka wydawnictwa związana jest ze światowym przewodnikiem dla gejów i lesbijek, Spartacus International Gay Guide, zawierającym adresy niemal wszystkich instytucji LGBT działających w poszczególnych krajach. Przewodnik ten zebrał informacje o sytuacji politycznej i społecznej osób homoseksulanych na świecie i jest regularnie, co rok aktualizowany.
Wydawnictwo zatrudnia ok. 100 osób (dane za 2006 r.).

## Program wydawniczy
Wydawnictwo obok czasopism dla homoseksualistów zajmuje się publikacją książek popularnonaukowych, przewodników turystycznych, albumów fotograficznych, poradników, komiksów, książek o sztuce i wielu magazynów miesięcznych. Każdego roku przedsiębiorstwo wydaje około 120-150 nowych tytułów, dystrybuując je na całym świecie. Bruno Gmünder zatrudnia około 100 osób, 25% sprzedaży stanowi rynek niemiecki, a największym rynkiem zagranicznym są Stany Zjednoczone.
Wydawnictwo publikuje prace całej międzynarodowej czołówki fotografików i filmowców obecnych na światowym rynku erotycznym, takich jak Howard Roffman, Michael Taubenheim, Tom Bianchi, Steven Underhill, David Vincent, Fred Goudon, Ohm Phanphiroj, Jeff Palmer, Kobi Israel, Jay Diers, Joe Oppedisano, Jay Jorgensen, Ray Dragon, Sam Carlson oraz takich filmowców jak Chi Chi LaRue i Kristen Bjorn. Ściśle współpracuje ze słowackim producentem wydawnictw erotycznych Bel Ami.
Marka wydawnictwa związana jest ze światowym przewodnikiem dla gejów i lesbijek, Spartacus International Gay Guide, zawierającym adresy niemal wszystkich instytucji LGBT działających w poszczególnych krajach. Przewodnik ten zebrał informacje o sytuacji politycznej i społecznej osób homoseksualnych na świecie i jest regularnie, co rok aktualizowany.

## Historia
We współpracy z Christianem von Maltzahnem (1956-1997), jednego z członków społeczności LGBT, zrzeszającej mniejszości seksualne, powstała w listopadzie 1978 roku w Berlinie, księgarnia Eisenherz. W 1981 roku założył wydawnictwo pod hasłem:
„Wir sind homo, wir machen homo und wir wollen dem Homo zum Buch verhelfen.” (Jesteśmy homo, robimy homo i chcemy ułatwić gejom dostęp do książek)
O filozofii przedsiębiorstwa tak mówi sam Bruno Gmünder:
„Wir haben uns nie als ein Unternehmen verstanden, das Bücher macht, die über Homosexualität aufklären. Wir wollten immer Bücher für uns machen. Wir haben immer gesagt, wir müssen die Medien machen, die uns fehlen.” (Nigdy nie widziałem nas jako firmy, której książki stanowią źródło informacji o homoseksualizmie. Zawsze chcieliśmy wydawać książki dla nas. Zawsze mówiliśmy, że musimy tworzyć media, których brakuje.)
– Bruno Gmünder: Männer Aktuell 7/2006 S. 35

### 1981-2011
Na podwórku pracowali nad swoim pierwszym projektem książki, przewodnikiem po homoseksualnym Berlinie. Przyjaciel Berthold Spangenberg, właściciel wydawnictwa Heinrich Ellerman Verlag, zainicjował pomysł na tytuł książki „Berlin von hinten” („Berlin od tyłu”). Pierwszy nakład liczył 5000 egzemplarzy i pojawił się tylko na berlińskiej scenie wydawniczej. Cena za książkę wynosiła 10 Marek niemieckich, a cały nakład wyprzedany został w ciągu czterech tygodni. Na wiosnę 1982 roku ukazał się podobny przewodnik „München von hinten”, a krótko potem „Hamburg von hinten”. W tym samym roku się za pośrednictwem Spangenberga wydali homoseksualną powieść Klausa Manna „Der fromme Tanz”. Również w 1982 roku wraz z Michaelem Föster und Theo Düppe powołali do życia magazyn „Torso”, którego tematyka była połączeniem Lifestyle i zaangażowanego politycznie dziennikarstwa. W 1983 lekarze, dziennikarze, właściciele barów i Bruno Gmünder założyli niemiecką organizację pomocy AIDS.
Zakłady produkcyjne i dystrybucyjne nie funkcjonowały najlepiej, problemy były nawet z pozyskaniem drukarek. Wtedy nie chodziło o tematy seksu czy pornografii, ale o homoseksualne treści, które były przyczyną odmowy załączania reklam przez media konserwatywne, jak Die Zeit i Der Spiegel. Również w księgarniach literatura gejowska była oferowana niechętnie i było tylko kilka homoseksualnych księgarni w dużych miastach. Pomimo tych przeciwności wydawnictwo poszerzyło swoją działania marketingowe o kampanię w mediach, rozprowadzając ulotki i tworząc organizując wysyłkową.
W latach 1986–2006 wydawnictwo sprzedało 1,5 miliona egzemplarzy przewodnika dla gejów „Spartacus”. Począwszy od 1987 roku dystrybucja miała charakter międzynarodowy. W tym samym roku ukazał się pierwsze wydanie miesięcznika dla gejów „Männer”. W 1989 roku zmieniono nazwę magazynu na „Männer aktuell”, jednak w październiku 2007 roku powrócono do pierwotnego tytułu. Następnie w 1988 roku otworzono w Berlinie sklep Laden Bruno’s, w 2006 roku było ich po dwa, Berlinie i Kolonii i po jednym w Hamburgu i Monachium.
Od 2004 roku długoletni pracownik Michael Taubenheim został współdyrektorem od spraw zarządzania wydawnictwem i handlem. W dniu 3 czerwca 2011 Bruno Gmünder sprzedał większość swoich udziałów w spółce. Jeden z udziałowców, Tino Henn, został Prezesem Zarządu.

### kreuz.net
W październiku 2012 roku Grupa Bruno Gmünder wyznaczyła nagrodę w wysokości € 15,000 za dostarczenie dowodów, które pomogłyby zidentyfikować i ostatecznie skazać operatora skrajnie prawicowego i homofobicznego bloga kreuz.net. Koordynację nad kampanią Stopt kreuz.net, przejął katolicki teolog, David Berger. W liście do Konferencji Episkopatu Niemiec przedsiębiorstwo wezwało ją do wspierania kampanii.
Podczas gdy Konferencja Episkopatu Niemiec odmówiła, z Davidem Bergerem współpracował Kościół rzymskokatolicki w Austrii i Konferencja Episkopatu Szwajcarii. W październiku i listopadzie 2012 roku ujawniono powiązanie pomiędzy kreuz.net a organizacją zrzeszającą księży katolickich Netzwerk katholischer Priester. Na podstawie zebranych informacji Berger stwierdził, że kreuz.net umieścił w służbie Kościoła rzymskokatolickiego swoich współpracowników.

### Postępowanie upadłościowe
W dniu 28 maja 2014 roku, przedsiębiorstwo Bruno Gmünder przedstawiło wniosek o upadłości. W ramach akcji Zatrzymuje kreuz.net narażone premia nie powinna być w komunikacie po czym dyrektor Henn upadłości otrzymał i nadal są dostępne dla wypłaty. W dniu 1 listopada 2014 firmę przejął Frank Zahn firmę, która nadal działa ze szczególnym uwzględnieniem publikacji. Gmünder poinformował, że swoje udziały w wysokości € 10.000 odda jako nagrodę osobie, która doprowadzi do potępienia operatorów kreuz.net.

### Konflikt z niemiecką organizacją AIDS-Hilfe
W grudniu 2014 roku niemiecka organizacja pomocy AIDS zrezygnowała z kampanii reklamowej w publikowanym przez wydawnictwo Bruno Gmünder magazynie „Männer”, powołując się na rzekomy prawicowy populizm i dyskryminacyjne uwagi redaktora naczelnego Davida Bergera, które miały miejsce w sierpniu i listopadzie tego roku. Bruno Gmünder ogłosił, że nie dystansuje się od Bergera, zdobywając tym negatywną krytykę ze strony queer.de.

## Tytuły związane z wydawnictwem
- Spartacus International Gay Guide
- seria przewodników po miastach Niemiec, ...von hinten (np. Berlin od tyłu)
- Männer
- Dreamboys
- Macho
- Porn Up